# Sante Peranda
Sante (Santo) Peranda (Venezia, 1566 – Venezia, 1639) è stato un pittore italiano.

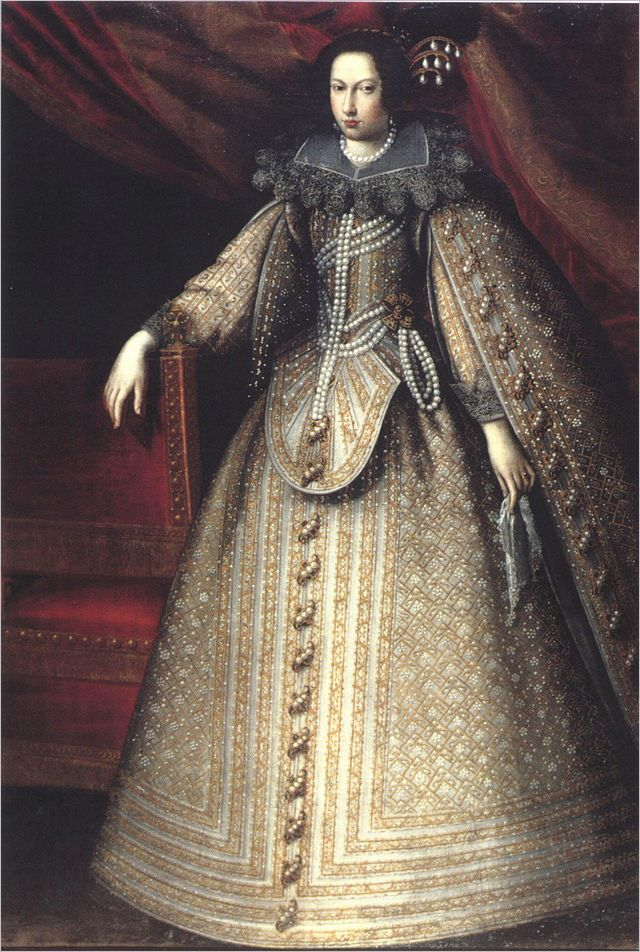
Sante Peranda, Ritratto di Isabella di Savoia, Galleria Estense, Modena

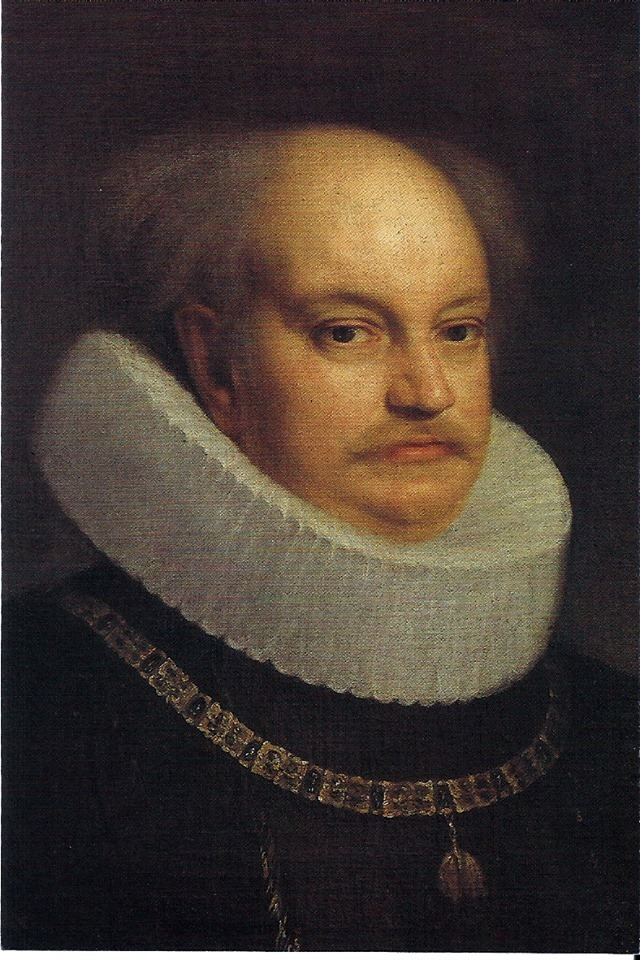
Sante Peranda, Ritratto di Alessandro I Pico, Palazzo Ducale, Mantova, 1637 ca.

Fu il pittore ufficiale di corte della famiglia Pico, nell'apice del Ducato della Mirandola sotto il duca Alessandro I.

## Biografia
Figlio di Nicolò, fu discepolo di Paolo Fiammingo, Leonardo Corona e Jacopo Palma il Giovane, di cui seguì le orme «ma ebbe maniera così graziosa, gentile e leggiadra, che si può dir veramente che in gentilezza superasse il Maestro». Per questo è considerato il quarto dei pittori delle sette maniere.  In un clima veneziano ormai poco innovativo, il Peranda collaborò più volte con il pittore Palma il Giovane. Fra i suoi allievi si ricordano il dalmata Matteo Ponzone e il bresciano Filippo Zaniberti, Simone Cantarini, Francesco Maffei, oltre che il figlio Michelangelo (morto nel 1629).
Tra le sue prime opere vi è un San Martino e il povero del 1585 (chiesa di Rio San Martino di Scorzè, Venezia).
Nel 1592 seguì per qualche tempo a Roma il futuro doge Marino Grimani e a Loreto, dove entrò in contatto con il tardo manierismo dell'Italia centrale caratterizzato da costruzioni diagonali e figure avvitate su loro stesse. Nel 1594 tornò a Venezia, dove realizzò San Rocco che cura gli appestati e Morte di san Rocco presso la chiesa di San Giuliano. Nel 1604 realizza le due grandi opere Caduta della manna (chiesa di San Bartolomeo) e San Diego che guarisce gli infermi (chiesa di San Francesco della Vigna), seguita dalla Battaglia di Giaffa (Palazzo Ducale di Venezia).
Dal 1608 circa al 1627 operò a Mirandola al servizio del duca Alessandro I Pico della Mirandola, dove realizzò i ritratti di corte e il ciclo delle sette  storie di Psiche (1610), oggi conservate a Mantova (palazzo d'Arco e museo di Palazzo ducale). Successivamente dipinse il ciclo delle tre Età del mondo (oro, argento e bronzo), che ebbe molto successo tanto che il ciclo fu replicato almeno due volte a Castelcucco e Roma. Altri importanti opere, a tema mitologico e biblico, realizzate a Mirandola e successivamente trasportate Mantova nel 1716, sono andate perdute. Negli anni 1620 realizza i ritratti di corte della famiglia pico (Alessandro I Pico e la moglie Laura d'Este, Giulia d'Este e Luigi d'Este) e diverse pale per le chiese di Mirandola (Lapidazione di santo Stefano, Conversione di Saulo e L'Immacolata con i santi Ubaldo e Geminiano) e del modenese. Nello stesso periodo, riprese i contatti con il Veneto.
Nel 1639 (e non nel 1638 come comunemente riportato) morì a Venezia, dove venne tumulato presso la chiesa di San Nicola dei Tolentini.

## Opere

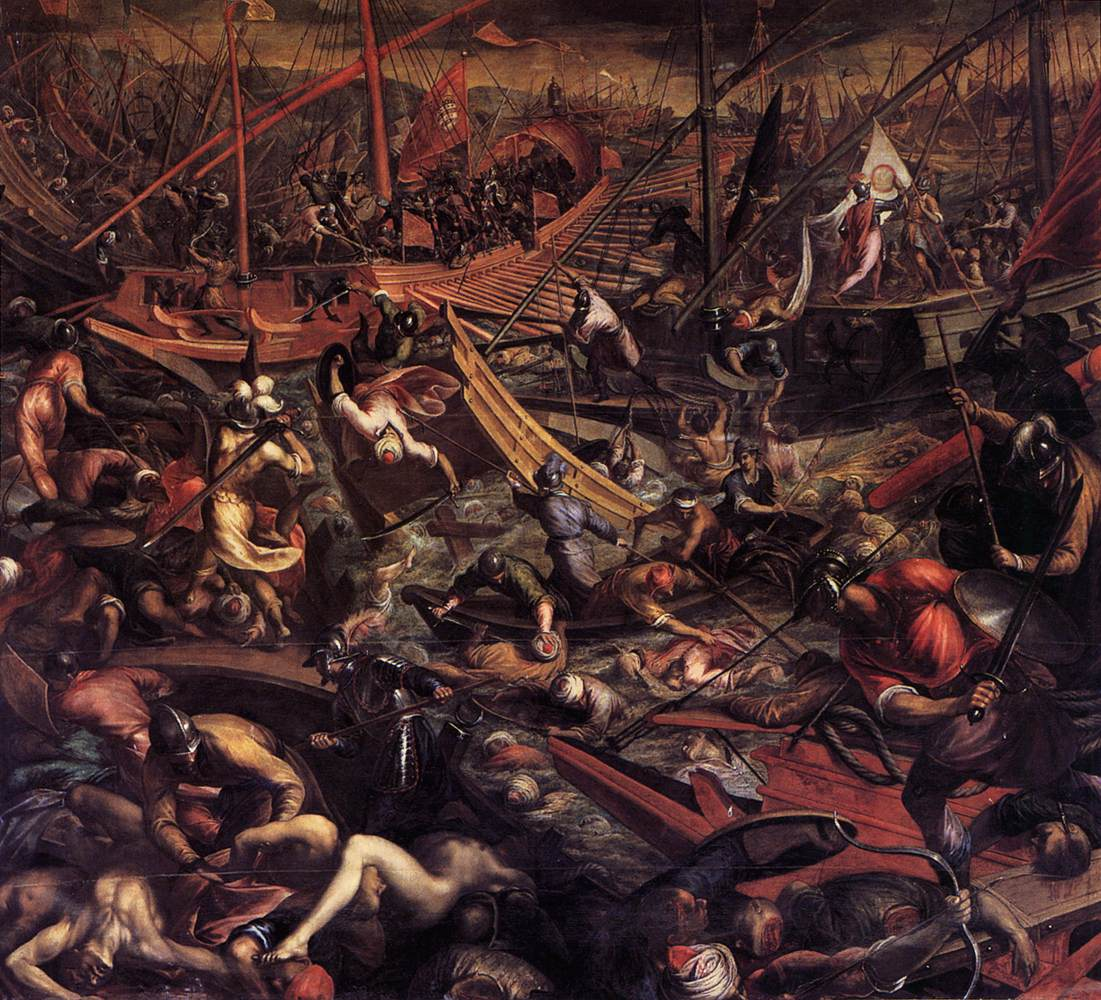
Vittoria navale dei veneziani a Giaffa (sala dello scrutino, Palazzo ducale di Venezia)

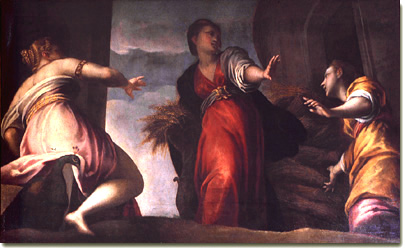
Psiche respinta da Cerere e da Giunone

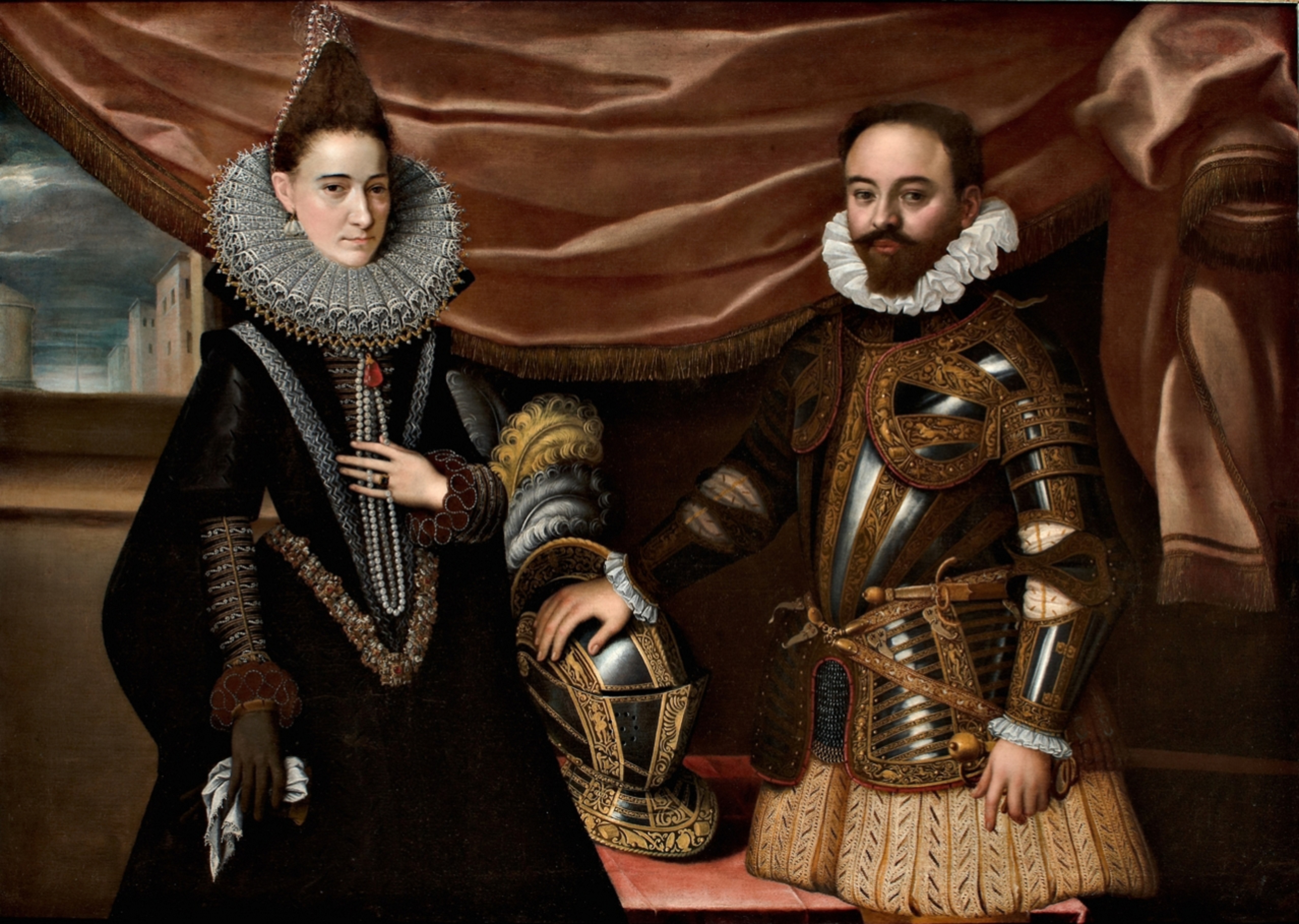
Il duca Alessandro I Pico della Mirandola con la moglie Laura d'Este

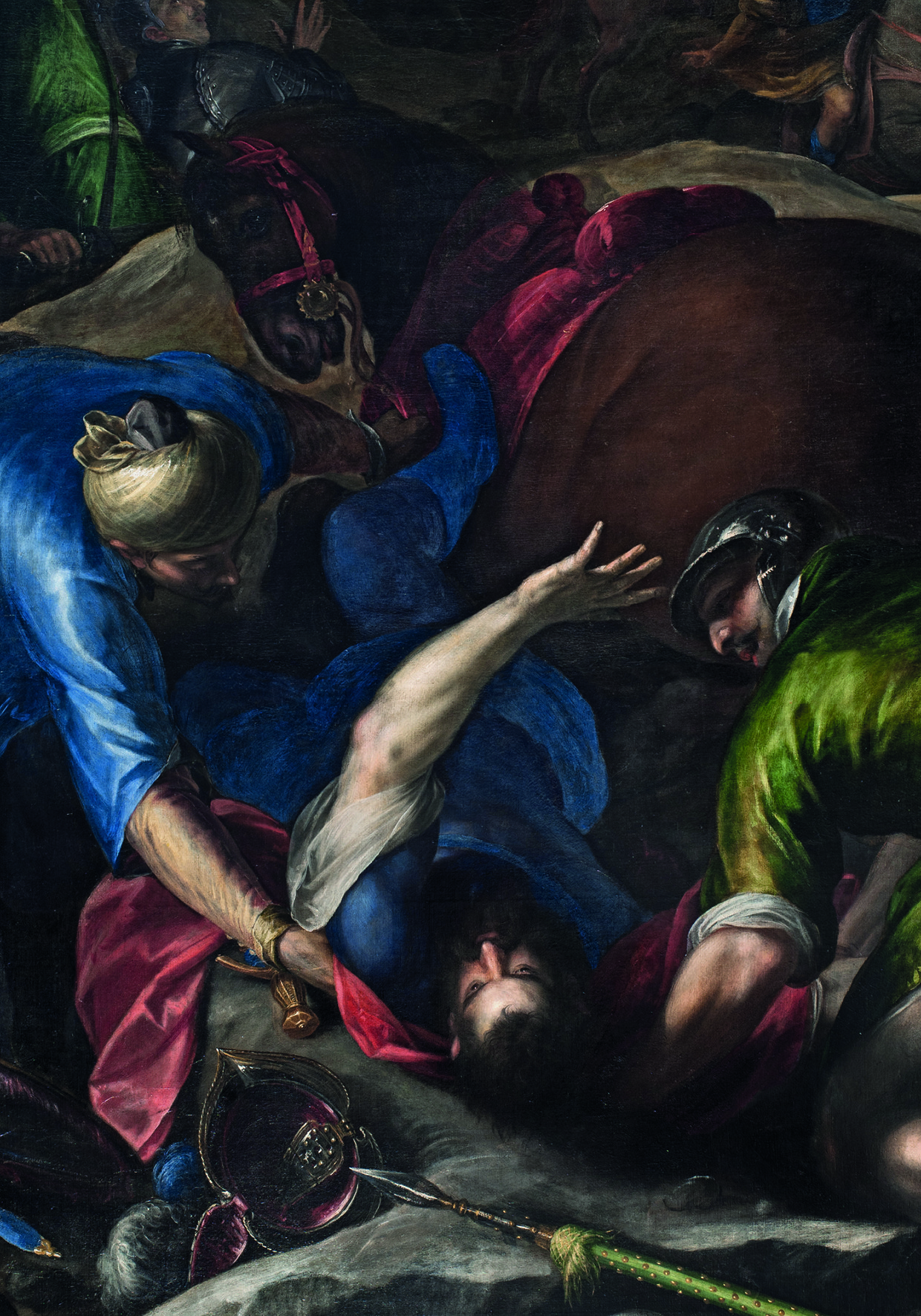
La conversione di Saulo di Tarso

- Pala di San Martino e il povero, 1585, chiesa di Rio San Martino, Scorzè
- San Rocco che cura gli appestati, 1595, Chiesa di San Zulian, Venezia
- Morte di san Rocco, 1595, Chiesa di San Zulian, Venezia
- Natività, 1599, chiesa di Golasecca
- Martirio di santa Cristina, 1602, Basilica dei Santi Giovanni e Paolo, Venezia.
- Caduta della manna, 1604, in chiesa di San Bartolomeo, Venezia
- San Diego che guarisce gli infermi, 1604, chiesa di San Francesco della Vigna, Venezia
- Battaglia di Giaffa, 1605, Sala dello scrutinio, Palazzo ducale di Venezia
- Martirio di san Cristoforo, 1605, chiesa di Bertesina di Vicenza
- Natività, chiesa di San Giuseppe di Castello, Venezia (perduta)
- Ciclo delle Storie di Psiche (1606-1610), sala di Amore e Psiche, Palazzo Ducale, Mantova
  - Psiche trasportata sull'orlo del burrone alla presenza dei genitori in vesti regali
  - Psiche trasportata da Zefiro al palazzo d'amore
  - Psiche taglia un fiocco di lana a uno dei caproni dal vello d'oro
  - Psiche riceve da Proserpina il vaso pieno d'aria infernale
  - Psiche osserva Amore dormiente
  - Psiche si vendica delle sorelle che l'avevano ingannata, pertanto la Parca tronca la loro vita
  - Psiche presenta a Venere il vaso dell'acqua nera
  - Psiche soccorsa da Amore
  - Psiche presentata a Giove da Venere
  - Psiche respinta da Cerere e da Giunone, 1610, museo di Palazzo d'Arco, Mantova[5]
- Ciclo delle età del mondo, 1608-1610, sala del Labirinto - Palazzo Ducale, Mantova
  - L'età dell'oro
  - L'età dell'argento
  - L'età del bronzo
- Ciclo delle storie di Fetonte (quattro dipinti), smarrito a Mantova dopo il 1716
- Deucalione e Pirra, smarrito a Mantova dopo il 1716
- Diluvio, smarrito a Mantova dopo il 1716
- Licaone fulminato da Giove, smarrito a Mantova dopo il 1716
- Caduta dei giganti, smarrito a Mantova dopo il 1716
- Davide e Golia, smarrito a Mantova dopo il 1716
- Ritratto di Alessandro I Pico, Palazzo Ducale, Mantova
- Laura d'Este
- Giulia d'Este
- Luigi d'Este
- Alessandro I Pico
- Ritratto di Padre Quistelli
- Disegno di Laura d'Este Pico, Palazzo Ducale, Mantova
- Lapidazione di santo Stefano, duomo di Mirandola
- Lapidazione di santo Stefano, cattedrale di Santo Stefano, Concordia Sagittaria
- Conversione di Saulo, chiesa di San Francesco, Mirandola
- Addolorata con i santi Francesco e Carlo Borromeo, duomo di Santa Maria Maggiore, Mirandola
- Stimmate di san Francesco, chiesa di San Francesco, Mirandola (andato distrutto nel terremoto del maggio 2012)
- Immacolata, i santi Geminiano, Ubaldo ed il ritratto di Laura d'Este, chiesa parrocchiale di San Possidonio (1612)[6]
- Martirio di sant'Orsola, 1611-1616, chiesa di San Bartolomeo, Modena
- Miracolo di san Carlo, 1612-1617, duomo di Carpi
- Misteri gloriosi, chiesa di San Nicolò, Treviso
- Misteri dolorosi, chiesa di San Nicolò, Treviso
- Visitazione, 1630, chiesa di San Fantin, Venezia
- Ultima Cena, 1611, chiesa dei Santi Martino e Rosa, Conegliano
- Pietà con i ss. Carlo Borromeo e Francesco, chiesa di San Salvador, Venezia
- Sposalizio della Vergine, Cattedrale di San Giusto, Trieste
- Miracolo della dracma, chiesa della Beata Vergine del Rosario, Trieste